# Königsee (Plötzky)

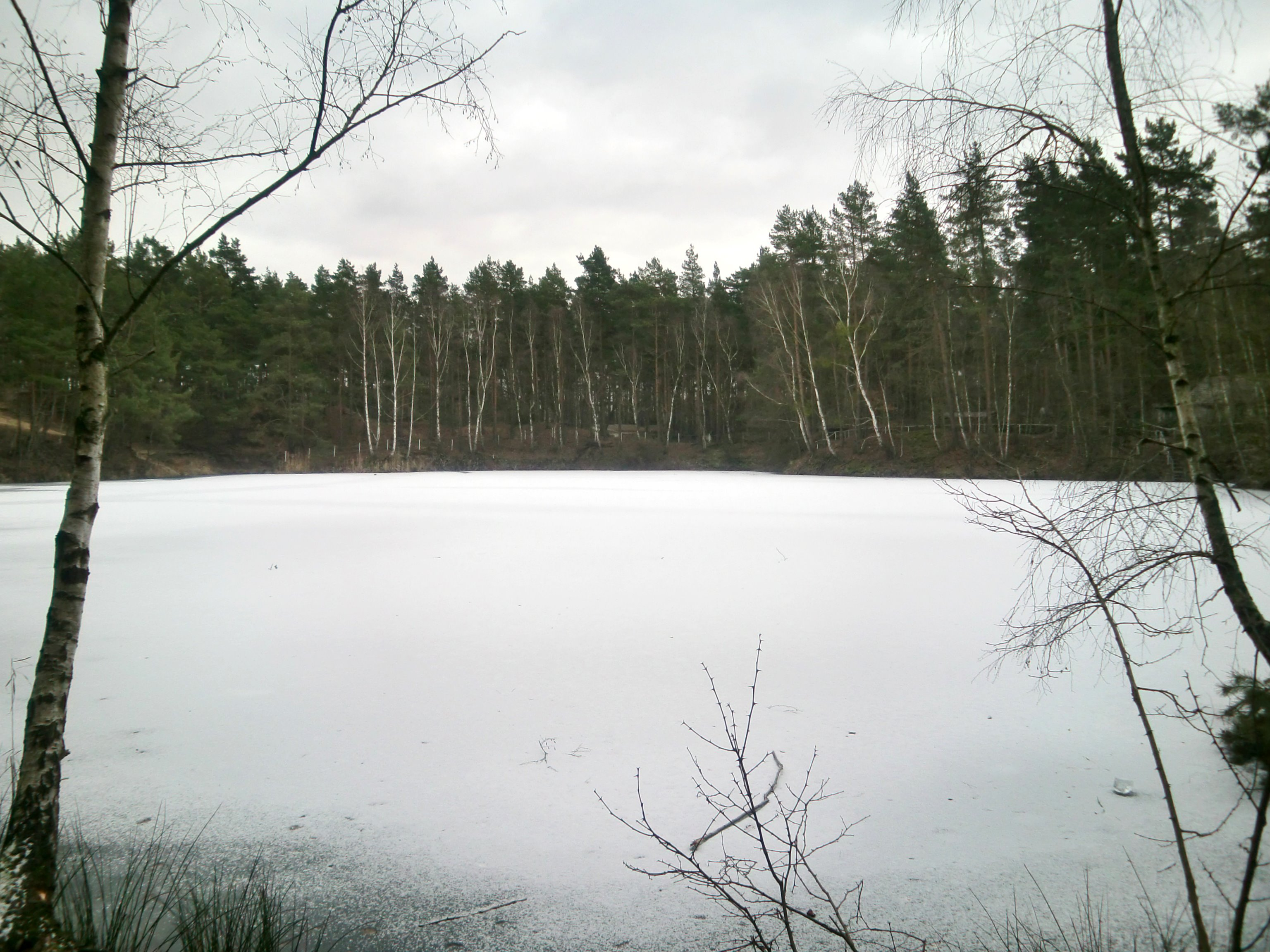
Königsee, zugefroren

Der Königsee ist ein See nordöstlich des zu Schönebeck (Elbe) gehörenden Dorfes Plötzky in Sachsen-Anhalt. Nördlich des Sees liegt die Stadt Gommern.
Der von Wald umgebene See entstand infolge eines Abbaus von Quarzitgestein. Im Jahr 1920 wurde der Abbau jedoch eingestellt. Der in der Gemarkung von Plötzky liegende See erreicht eine Tiefe von bis zu 25 Metern und hat eine Oberfläche von etwa 7800 m². Er wird auch von Tauchsportlern regelmäßig genutzt. In der Umgebung des Sees entstand ein Naherholungsgebiet, welches vor allem von Dauercamping und Laubengrundstücken geprägt wird.
Koordinaten: 52° 3′ 26″ N, 11° 49′ 24″ O